# Yom Kipur
El Yom Kipur (en hebreo: יום כיפור transliterado: yōm kippūr, de yōm 'día' y kippūr 'expiación') o Día de la Expiación es el día más sagrado del año judío. Es conocido como el Día de la expiación, del perdón y del arrepentimiento de corazón o de un arrepentimiento sincero. Es, asimismo, el último de los diez días de arrepentimiento.
Es uno de los Yamim Noraim (en hebreo, «Días extremadamente santos»). Ellos comprenden el Rosh Hashaná (Año Nuevo Judío), diez días del arrepentimiento, y su culminación, con el Yom Kipur. En el calendario hebreo, el Yom Kipur comienza en el anochecer del noveno día del mes de Tishrei y continúa hasta el anochecer del siguiente día. 
La Expiación es el día judío del arrepentimiento, considerado el día más santo y más solemne del año. Su tema central es la expiación y la reconciliación. La comida, la bebida, el baño o cualquier tipo de limpieza corporal como el lavado de dientes, la utilización de cuero, el untamiento de cremas o bálsamos en el cuerpo y las relaciones conyugales están prohibidos. El ayuno empieza en el ocaso y termina al anochecer del día siguiente. Los servicios de oración de Yom Kipur comienzan con la oración conocida como Kol Nidre, que debe ser recitada antes de la puesta del sol. El Kol Nidre (en arameo «todos los votos») es una abrogación pública de votos religiosos hechos por judíos durante el año precedente. Esto solo concierne a los votos incumplidos hechos entre la persona y Dios, y no anula votos hechos a otras personas. 
Un talit (manto de oración cuadrangular) se pone para las oraciones de la tarde - el único servicio de la tarde del año en el cual se hace esto. La oración de Neilá es un servicio especial que se celebra solo durante el día de la Expiación, y marca el cierre de las fiestas. Este día culmina con el sonar del shofar, que marca la conclusión del ayuno. Siempre se observa como un día festivo, tanto dentro como fuera de los límites de la Tierra de Israel. 
Algunos judíos sefardíes (los judíos de origen español, portugués y norteafricano) pueden referirse al Yom Kipur como «el ayuno blanco», aunque esto no es nada generalizado, y ello se debe a la tradición de algunos de vestirse de blanco durante los Yamim Noraim.

## Rosh Hashaná y Yom Kipur
Yom Kipur es "el décimo día del [mes] séptimo" (Tishrei) y también se conoce como el "Sabbat de los Sabbats". Rosh Hashaná (referido en la Torá como Yom Teruah) es el primer día de ese mes según el calendario hebreo. Yom Kippur completa el período anual conocido en el judaísmo como los Altos Días Sagrados o Yamim Nora'im ("Días de Pavor") que comienza con Rosh Hashaná. Los diez días que van desde el Rosh Hashaná hasta el Yom Kippur corresponden a los últimos diez días del período de 40 días que Moisés estuvo en el monte Sinaí recibiendo el segundo juego de tablas.

### Los libros celestiales se abren
Según la tradición judía, Dios escribe el destino de cada persona para el año siguiente en un libro, el Libro de la Vida, en Rosh Hashaná, y espera hasta la Expiación para "sellar" el veredicto. Durante los Días de Pavor, un judío intenta enmendar su comportamiento y buscar el perdón por los errores cometidos contra Dios (bein adam leMakom) y contra otros seres humanos (bein adam lechavero). La noche y el día del Yom Kippur se reservan para las peticiones públicas y privadas y las confesiones de culpa (Vidui). Al final del Yom Kipur, uno espera haber sido perdonado por Dios.

## Observancia
Como una de las fiestas judías más significativas desde el punto de vista cultural, el Yom Kipur es observado por muchos judíos seculares que no observan otras fiestas. Muchos judíos laicos asisten a la sinagoga durante esta festividad, ya que para muchos judíos laicos los Días Sagrados son los únicos momentos del año en los que asisten a la sinagoga, lo que hace que la asistencia a la sinagoga sea elevada.

### Día anterior

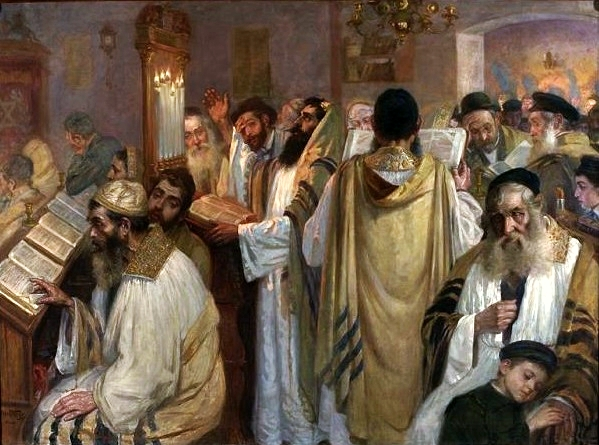
En la víspera de Yom Kipur, de Jakub Weinles.

Erev Yom Kippur (lit. "víspera [del] día [de] la expiación") es el día que precede al Yom Kipur, correspondiente al noveno día del mes hebreo de Tishrei. Este día se conmemora con oraciones matutinas adicionales, pidiendo perdón a los demás, dando caridad, realizando el ritual de kaparot, un extendido servicio de oración de la tarde, y dos comidas festivas.

### Observancias generales
Levítico 16:29 ordena el establecimiento de este día sagrado en el décimo día del séptimo mes como el día de la expiación de los pecados. Lo llama el sábado de los sábados y un día en el que uno debe afligir su alma.
Levítico 23:27 decreta que el día de la Expiación es un estricto día de descanso.
Tradicionalmente se observan cinco prohibiciones adicionales, como se detalla en la Tradición oral judía.
El número cinco es un número fijo, relacionado con:
- En la sección del Yom Kipur de la Torá, la palabra alma aparece cinco veces.
- El alma se conoce con cinco nombres distintos: alma, viento, espíritu, viviente y único.
- A diferencia de los días regulares, que tienen tres servicios de oración, Yom Kipur tiene cinco : Arvit, Shajarit, Musaf, Minjá y Neilá.
- El sumo sacerdote de Israel se enjuagaba en la mikve (baño ritual) cinco veces en el día de Yariv. (baño ritual) cinco veces durante el Yom Kipur.[12]

Las prohibiciones son las siguientes:
- No comer ni beber.
- No usar zapatos de cuero.
- No bañarse ni lavarse.
- No ungirse con perfumes ni lociones.
- No tener relaciones conyugales.

Se ha establecido un paralelismo entre estas actividades y la condición humana según el relato bíblico de la expulsión del jardín del Edén. Abstenerse de ellas representa simbólicamente un retorno a un estado prístino de reapego a la pureza de la existencia edénica, y simbólicamente, por tanto, se evita lo que surgió como una necesidad solo después del exilio del Edén: El relato del Edén cuenta que Dios dijo "crecerán espinas y cardos en tu camino... la serpiente levantará su cabeza (para morderte) y tú darás tu talón (para aplastarla)" y por eso en la nueva existencia post edénica se hizo necesario llevar un fuerte calzado protector, y por eso se evita durante el Yom Kippur (ver artículo para los detalles). El relato del Edén también afirma que, a diferencia de la comida y la bebida automáticas en el Edén, será necesario trabajar por ellas "con el sudor de la frente", y por eso se evita la comida y la bebida durante esta festividad, así como el lavado y el uso de cosméticos para eliminar el sudor o su olor, etc. Del mismo modo para la descripción de la relación post edénica entre el hombre y la mujer, y así durante el Yom Kippur se evitan las relaciones maritales.
La abstención total de comida y bebida, así como el cumplimiento de las demás tradiciones, comienza con la puesta del sol, y termina después del noche del día siguiente. Hay que añadir unos minutos al principio y al final del día, llamados tosefet Yom Kippur, lit. "adición a Yom Kippur". Aunque el ayuno se exige a todos los hombres sanos mayores de 13 años o a las mujeres mayores de 12 años, se exime en el caso de ciertas afecciones médicas.
Al abstenerse de estas actividades, el cuerpo se siente incómodo pero puede seguir sobreviviendo. Se considera que el alma es la fuerza vital de un cuerpo. Por lo tanto, al hacer que el cuerpo de uno se sienta incómodo, el alma de uno se siente incómodo. Al sentir dolor, uno puede sentir cómo se sienten los demás cuando tienen dolor. Este es el propósito de las prohibiciones.
Prácticamente todas las fiestas judías implican comidas, pero como el día de la Expiación implica ayuno, la Ley judía exige que se coma una comida abundante y festiva la tarde anterior a Yom Kipur, después de la Mincha (de la tarde). Esta comida está destinada a compensar la imposibilidad de comer una gran comida en el día de la Expiación, debido a la prohibición de comer o beber. 
Llevar ropa blanca (o un kittel para los judíos asquenazíes), es tradicional para simbolizar la propia pureza en este día. Muchos hombres del ortodoxo se sumergen en una mikve el día anterior a lYom Kippur.
Para obtener la expiación de Dios, uno debe:
- Rezar.
- Arrepentirse de sus pecados.
- Dar a la caridad.

### Víspera
Antes de la puesta de sol en la víspera del día de la Expiación, los fieles se reúnen en la sinagoga. El Arca se abre y dos personas toman de ella dos Sifrei Torá (rollos de la Torá). Luego ocupan sus lugares, uno a cada lado del Hazzan, y los tres recitan (en hebreo):
En el tribunal del cielo y en el tribunal de la tierra, consideramos lícito rezar con los transgresores.
A continuación, el cantor canta la oración del Kol Nidre (arameo: כל נדרי, traducción al español: "Todos los votos"). Se recita en arameo. Su nombre "Kol Nidre" está tomado de las palabras iniciales, y se traduce como "Todos los votos":
Renunciamos públicamente a todos los votos personales que podamos hacer, a todos los juramentos y promesas personales que podamos hacer entre esta Expiación y la siguiente. Que todos ellos sean renunciados y abandonados, nulos y sin valor, ni firmes ni establecidos. Que nuestros votos, promesas y juramentos personales no se consideren ni votos, ni promesas, ni juramentos.
A continuación, el guía y la congregación dicen juntos tres veces "Que todo el pueblo de Israel sea perdonado, incluidos todos los extranjeros que viven en medio de ellos, porque todo el pueblo está en falta". Los rollos de la Torá se vuelven a colocar en el Arca y comienza el servicio vespertino del Yom Kipur.

### Servicios de oración
Muchos hombres ortodoxos asquenazíes casados llevan un kittel, una prenda blanca parecida a una túnica para las oraciones vespertinas deldía de la Expiación, que de otro modo usan los hombres el día de su boda. También llevan un tallit (manto de oración), que normalmente se usa solo durante los servicios de la mañana.
Los servicios de oración comienzan con la oración del Kol Nidre, que se recita antes de la puesta del sol. El Kol Nidre es una oración que se remonta al siglo IX en Israel. Se recita de forma dramática, ante el arca abierta, utilizando una melodía que se remonta al siglo XVI. Luego el servicio continúa con las oraciones de la tarde (Ma'ariv o Arvit) y un servicio extendido de Selichot.
El servicio de oración de la mañana está precedido por letanías y peticiones de perdón llamadas selichot; durante el Yom Kipur, muchas selichot están entretejidas en la liturgia del mahzor (libro de oraciones). Las oraciones de la mañana van seguidas de una oración adicional (Mussaf) como en todas las demás fiestas. A ésta le sigue la Mincha (la oración de la tarde), que incluye una lectura (Haftarah) de todo el Libro de Jonás, cuyo tema es la voluntad de Dios de perdonar a los que se arrepienten.
El servicio concluye con la Ne'ila ("cierre"), que comienza poco antes de la puesta de sol, cuando se cierran las "puertas de la oración". El día de la Expiación termina con la recitación del Shema Yisrael y el soplo del shofar, que marca la conclusión del ayuno.

#### Judaísmo reformista
Las sinagogas reformistas generalmente experimentan su mayor asistencia del año durante el Yom Kipur y el Rosh Hashaná para los servicios de adoración. La filosofía de oración del Reforma, tal como se describe en la introducción del libro de oraciones de las Altas Fiestas del movimiento, "Mishkan Hanefesh", es reflejar "enfoques teológicos variados que permitan a una congregación diversa compartir la experiencia religiosa... con un compromiso con la tradición reformista, así como [con] la tradición judía más amplia". Una característica central de estos servicios reformistas es el sermón rabínico. "Durante más de un siglo y medio en el Movimiento Reformista", escribe el rabino Lance Sussman, "los sermones de las Altas Fiestas se encontraban entre los acontecimientos más esperados de la vida de la sinagoga, especialmente en la víspera de Rosh Hashaná y la noche de Kol Nidre"."

### Arrepentimiento (Teshuva) y confesión (Vidui)
El Talmud afirma: "Yom Kippur expía a los que se arrepienten y no expía a los que no se arrepienten". El arrepentimiento en el judaísmo se realiza a través de un proceso llamado Teshuva, que en su forma más básica consiste en arrepentirse de haber cometido el pecado, resolver no cometer ese pecado en el futuro y confesar ese pecado ante Dios. La confesión en el judaísmo se llama Vidui (hebreo וידוי). También existe el mandamiento de arrepentirse durante el Yom Kipur. En consecuencia, Yom Kipur es único por el confesionario, o Vidui, que forma parte de los servicios de oración. De acuerdo con el requisito de arrepentirse durante el Yom Kipur, los judíos recitan el Vidui completo un total de nueve veces: una vez durante Mincha en la víspera del Yom Kipur, y en el propio Yom Kipur durante Ma'ariv (dos veces), Shacharit (dos veces), Musaf (dos veces) y Mincha (dos veces); en Ne'eilah, solo se dice el confesionario corto. La primera vez en cada servicio tiene lugar durante la recitación personal de la Amidá (oración silenciosa de pie), y la segunda vez durante la repetición de la Amidá por parte del cantor (excepto durante la Mincha anterior), en una recitación pública.
El confesionario del Yom Kippur consta de dos partes: una confesión corta que comienza con la palabra Ashamnu (אשמנו, "hemos pecado"), que es una serie de palabras que describen el pecado ordenadas según el aleph-bet (orden alfabético hebreo), y una confesión larga, que comienza con las palabras Al Cheyt (על חטא, "por el pecado"), que es un conjunto de 22 acrósticos dobles, también ordenados según el aleph-bet, que enumeran una serie de pecados.

### Avodah: recordando el servicio del Templo
La recitación del servicio de sacrificio del templo de Jerusalén tradicionalmente ocupa un lugar destacado tanto en la liturgia como en el pensamiento religioso de la fiesta. En concreto, la Avodah ("servicio") de la oración del Musaf relata con gran detalle las ceremonias de sacrificio de los Korbanot del Yom Kippur (ofrendas de sacrificio) que se recitan en las oraciones pero que no se han realizado durante 2.000 años, desde la destrucción del Segundo Templo de Jerusalén por los romanos.
Este protagonismo tradicional tiene su origen en la descripción que hace el Talmud de Babilonia de cómo conseguir la expiación tras la destrucción del Templo. Según el tratado del Talmud Yoma, en ausencia de un Templo, los judíos están obligados a estudiar el ritual del Sumo Sacerdote durante el Yom Kipur, y este estudio ayuda a lograr la expiación para aquellos que no pueden beneficiarse de su realización real. En el judaísmo ortodoxo, por lo tanto, el estudio del ritual del Templo durante el Yom Kipur representa una obligación positiva ordenada por la ley rabínica que los judíos que buscan la expiación deben cumplir.
En las sinagogas ortodoxas y en muchas Conservadoras se recita una descripción detallada del ritual del Templo en ese día. En la mayoría de las sinagogas ortodoxas y en algunas conservadoras, toda la congregación se postra en cada punto de la recitación en el que el sumo sacerdote de Israel (Kohen Gadol) pronuncia el Tetragrámaton (el nombre más sagrado de Dios, según el judaísmo).
La sección principal de la Avodá es una recitación triple de las acciones del Sumo Sacerdote en relación con la expiación en el Santo de los Santos. Realización de los actos de sacrificio y recitación de Levítico 16:30, ("Tus hijos rectos"). (Estas tres veces, más en algunas congregaciones la oración Aleinu durante el Musaf Amidah durante el Yom Kipur y el Rosh Hashaná, son los únicos momentos en los servicios judíos en los que los judíos se postran, con la excepción de algunos judíos yemenitas y los talmedhei haRambam (discípulos de Maimónides) que pueden postrarse en otras ocasiones durante el año. Se añaden diversos poemas litúrgicos, incluido un poema que relata el resplandor del semblante del sumo sacerdote tras salir del Santo de los Santos, que tradicionalmente se cree que emite una luz palpable, de manera que se hace eco del relato de la Torá sobre el semblante de Moisés después de descender del Monte Sinaí, así como oraciones por la pronta reconstrucción del Templo y la restauración del recepción de los sacrificios. Hay una variedad de otras costumbres, como los gestos con las manos para simular la aspersión de la sangre (una aspersión hacia arriba y siete hacia abajo por conjunto de ocho).
Las liturgias ortodoxas incluyen oraciones en las que se lamenta la imposibilidad de realizar el servicio del Templo y se pide su restauración, algo que las sinagogas conservadoras suelen omitir. En algunas sinagogas conservadoras, solo el Hazzan (cantor) realiza la postración completa. Algunas sinagogas conservadoras reducen la recitación del servicio de Avodah en diversos grados, y algunas lo omiten por completo. Los servicios del Reconstruccionista omiten todo el servicio por ser inconsistente con las sensibilidades modernas.

### Fecha del Yom Kippur
El Yom Kipur cae cada año en el décimo día del mes judío de Tishrei, que es 9 días después del primer día de Rosh Hashaná. En términos del calendario gregoriano, la fecha más temprana en la que puede caer esta festividad es el 14 de septiembre, como ocurrió recientemente en 1899 y 2013. La fecha más tardía en la que puede acaecer en relación con las fechas gregorianas es el 14 de octubre, como ocurrió en 1967 y volverá a ocurrir en 2043. Después de 2089, las diferencias entre el calendario hebreo y el gregoriano harán que Yom Kippur no caiga antes del 15 de septiembre.
| Calendario gregoriano                           |
| ----------------------------------------------- |
| 14 de septiembre: 2013 y 2089                   |
| 15 de septiembre: 2032 y 2070                   |
| 16 de septiembre: 2002, 2021, 2051 y 2097       |
| 17 de septiembre: 2040, 2048, 2059 y 2078       |
| 18 de septiembre: 2010 y 2086                   |
| 19 de septiembre: 2018, 2029, 2037, 2067 y 2075 |
| 20 de septiembre: 2056, 2064 y 2094             |
| 21 de septiembre: 2026 y 2045                   |
| 22 de septiembre: 2007, 2053, 2072, 2083 y 2091 |
| 23 de septiembre: 2015, 2034 y 2080             |
| 24 de septiembre: 2042, 2061 y 2099             |
| 25 de septiembre: 2004, 2023, 2069 y 2088       |
| 26 de septiembre: 2012, 2050 y 2096             |
| 27 de septiembre: 2001, 2031 y 2077             |
| 28 de septiembre: 2009, 2020, 2039 y 2058       |
| 29 de septiembre: 2066 y 2085                   |
| 30 de septiembre: 2017, 2028, 2047 y 2093       |
| 1 de octubre: 2036, 2044 y 2074                 |
| 2 de octubre: 2006, 2025 y 2055                 |
| 3 de octubre: 2033, 2052, 2063, 2071 y 2082     |
| 4 de octubre: 2014, 2060 y 2090                 |
| 5 de octubre: 2022, 2041 y 2079                 |
| 6 de octubre: 2003, 2049, 2068, 2087 y 2098     |
| 7 de octubre: 2030 y 2076                       |
| 8 de octubre: 2011, 2057 y 2095                 |
| 9 de octubre: 2008, 2019, 2038 y 2084           |
| 10 de octubre: 2046 y 2065                      |
| 11 de octubre: 2024, 2027, 2073 y 2092          |
| 12 de octubre: 2016, 2024 y 2054                |
| 13 de octubre: 2005, 2035, 2081 y 2100          |
| 14 de octubre: 2043 y 2062                      |

## Tabla de celebraciones en Tishrei
Mes primero: Tishrei.
| 1 Rosh HaShana | 2 Rosh HaShana | 3            | 4        | 5        | 6        | 7        |
| 8              | 9              | 10 Yom Kipur | 11       | 12       | 13       | 14       |
| 15 Sucot       | 16 Sucot       | 17 Sucot     | 18 Sucot | 19 Sucot | 20 Sucot | 21 Sucot |
| 22 Sucot       | 23             | 24           | 25       | 26       | 27       | 28       |
| 29             | 30             |              |          |          |          |          |